# Miss Magic
Miss Magic (Rough Magic) è un film del 1995 diretto da Clare Peploe e interpretato da Bridget Fonda e Russell Crowe.
È tratto dal romanzo Miss Shumway Waves a Wand (1944) di James Hadley Chase.

## Trama
Al confine tra California e Messico, negli anni '50, l'illusionista Myra Shumway sta per sposare un senatore magnate dell'uranio. Testimone involontaria di un delitto, la donna fugge seguita da Ross, giornalista con traumi postbellici e uomo del senatore. Durante la sua fuga incontra Doc, uno scombinato medico che la introduce ai segreti degli sciamani. Quando si ritroverà di nuovo davanti all'altare, le carte magiche saranno state rimescolate.

## Riconoscimenti
- 1996 - Nastro d'argento
  - Miglior doppiaggio femminile a Antonella Rendina
- 1995 - Catalonian International Film Festival
  - Miglior attrice protagonista a Bridget Fonda
  - Nomination Miglior film a Clare Peploe